# Lijst van rijksmonumenten in Eibergen
De plaats Eibergen telt 21 inschrijvingen in het rijksmonumentenregister. Hieronder een overzicht.
| Object                                                         | Oorspronkelijke functie?                     | Bouwjaar                      | Architect                          | Locatie                  | Coördinaten?                 | Nr.?   | Afbeelding                                                     |
| -------------------------------------------------------------- | -------------------------------------------- | ----------------------------- | ---------------------------------- | ------------------------ | ---------------------------- | ------ | -------------------------------------------------------------- |
| Oude Mattheüskerk (schip)                                      | Kerk en kerkonderdeel                        | ca. 1500                      |                                    | Grotestraat 50           | 52° 6' 11" NB, 6° 38' 52" OL | 14606  | Meer afbeeldingen                                              |
| Oude Mattheüskerk (toren)                                      | Kerk en kerkonderdeel                        | ca. 1500                      |                                    | Grotestraat 50           | 52° 6' 11" NB, 6° 38' 52" OL | 14607  | Meer afbeeldingen                                              |
| Mallumse watermolen                                            | Industrie- en poldermolen                    | 1748                          |                                    | Mallumse Molenweg 5      | 52° 6' 19" NB, 6° 39' 47" OL | 14608  | Meer afbeeldingen                                              |
| Sluis bij Mallumse watermolen                                  | Waterkering en -doorlaat                     | 1748                          |                                    | Mallumse Molenweg bij 5  | 52° 6' 20" NB, 6° 39' 43" OL | 14609  | Sluis bij Mallumse watermolen                                  |
| Muldershuis bij Mallumse watermolen                            | Boerderij                                    | 1753                          |                                    | Mallumse Molenweg 14     | 52° 6' 14" NB, 6° 39' 22" OL | 14610  | Meer afbeeldingen                                              |
| 't Reimerink                                                   | Boerderij                                    | 19e eeuw                      |                                    | Nieuwstraat 33           | 52° 6' 5" NB, 6° 38' 52" OL  | 14611  | Meer afbeeldingen                                              |
| Fraaie oude vakwerkschuur                                      | Boerderij                                    |                               |                                    | Rekkense binnenweg bij 6 | 52° 6' 28" NB, 6° 39' 36" OL | 14612  | Meer afbeeldingen                                              |
| Erve Vunderink                                                 | Boerderij                                    | ca. 1800                      |                                    | Vunderinkslaan 3         | 52° 6' 29" NB, 6° 38' 55" OL | 14614  | Meer afbeeldingen                                              |
| Hekpijlers begraafplaats Borculoseweg                          | Begraafplaats en -onderdl                    | 18e eeuw                      |                                    | Borculoseweg bij 20      | 52° 6' 15" NB, 6° 38' 15" OL | 14616  | Meer afbeeldingen                                              |
| Gracht voormalig havezate Mallum                               | Gracht                                       |                               |                                    | Rekkense binnenweg bij 6 | 52° 6' 29" NB, 6° 39' 42" OL | 14617  | Gracht voormalig havezate Mallum                               |
| Hoofdgebouw van boerderij                                      | Boerderij                                    | ca. 1800                      |                                    | Looweg 2                 | 52° 6' 24" NB, 6° 40' 24" OL | 14618  | Upload foto                                                    |
| (nieuwe) H. Mattheuskerk                                       | Kerk en kerkonderdeel                        | 1935                          | J. Sluymer                         | Grotestraat 88           | 52° 6' 13" NB, 6° 38' 42" OL | 509414 | Meer afbeeldingen                                              |
| Pastorie (nieuwe) H. Mattheuskerk                              | Kerkelijke dienstwoning                      | 1935                          | J. Sluymer                         | Grotestraat 88           | 52° 6' 13" NB, 6° 38' 42" OL | 509415 | Pastorie (nieuwe) H. Mattheuskerk                              |
| T.C.S. Regelstation Berkelstreek                               | Nutsbedrijf                                  | 1927                          | B.J. Beeftink                      | Haaksbergseweg 30        | 52° 6' 59" NB, 6° 38' 20" OL | 509416 | Meer afbeeldingen                                              |
| Watertoren                                                     | Nutsbedrijf                                  | 1935                          | J.H.J. Kording                     | Haaksbergseweg 30        | 52° 6' 60" NB, 6° 39' 46" OL | 509417 | Meer afbeeldingen                                              |
| Villa Smits (voormalig gemeentehuis)                           | Woonhuis                                     | 1904                          | architectenduo Gantvoort en Streek | Grotestraat 30           | 52° 6' 11" NB, 6° 38' 57" OL | 509420 | Villa Smits (voormalig gemeentehuis)                           |
| D'Overkant                                                     | Woonhuis                                     | 1894                          |                                    | Grotestraat 83           | 52° 6' 12" NB, 6° 38' 37" OL | 509421 | D'Overkant                                                     |
| Vrijstaand woonhuis van het type villa gebouwd in Chalet-stijl | Woonhuis                                     | ca. 1900                      |                                    | Grotestraat 81           | 52° 6' 11" NB, 6° 38' 38" OL | 509422 | Vrijstaand woonhuis van het type villa gebouwd in Chalet-stijl |
| Terrein waarin resten van een grafheuvel                       | Archeologisch monument 'Niet van Toepassing' | Laat Neolithicum of Bronstijd |                                    | Needseweg/Woestenes      | 52° 6' 53" NB, 6° 38' 46" OL | 524988 | Terrein waarin resten van een grafheuvel                       |
| Terrein waarin resten van een grafheuvel                       | Archeologisch monument 'Niet van Toepassing' | Laat Neolithicum of Bronstijd |                                    | Vaarwerkweg              | 52° 5' 39" NB, 6° 37' 44" OL | 524989 | Terrein waarin resten van een grafheuvel                       |
| Terrein waarin resten van een grafheuvel                       | Archeologisch monument 'Niet van Toepassing' | Laat Neolithicum of Bronstijd |                                    | Vaarwerkweg/Karmelinkweg | 52° 5' 44" NB, 6° 37' 43" OL | 524990 | Terrein waarin resten van een grafheuvel                       |